# Opistognathus margaretae
Opistognathus margaretae är en fiskart som beskrevs av Smith-vaniz, 1983. Opistognathus margaretae ingår i släktet Opistognathus och familjen Opistognathidae. Inga underarter finns listade i Catalogue of Life.